# Ultimate en France
L’histoire de l’ultimate en France commence au milieu des années 1980, quand le jeu de plage importé des États-Unis s'organise en sport de compétition. Par la suite, l’ultimate connaît quinze ans d'anonymat, avant de sortir de sa réserve au tournant du XXIe siècle ; depuis que ce sport peut se pratiquer tout au long de l’année, suivant ses déclinaisons : en salle, en extérieur sur gazon ou sur sable.

## Organisation
L’ultimate est géré en France par la Fédération flying disc France (FFDF). Celle-ci gère également tous les autres sports de disque-volant (Frisbee).
L’ultimate est la plus connue des disciplines de la FFDF : 158 clubs sont actuellement affiliés à la FFDF.

## Compétitions nationales
| En salle | Sur gazon | Sur sable                                                | Autre                                           |
| --- | --- | -------------------------------------------------------- | ----------------------------------------------- |
| - Championnat open de D1 - Championnat open de D2 - Championnat open de D3 zone A - Championnat open de D3 zone B - Championnat open de D3 zone C - Coupe de France en salle | - Championnat open de D1 - Championnat open de D2 - Championnat open de D3 zone A - Championnat open de D3 zone B - Championnat open de D3 zone C - Championnat mixte D1 - Championnat mixte D2 - Championnat féminin D1 | - Championnat de France LBU44 (Ligue beach ultimate 4-4) | - Championnat de France d'ultimate UNSS collège |